# Otto Fröman
Otto Leonard Fröman, född 14 december 1841 i Uppsala, död 13 november 1927 i Stockholm, var en svensk väg- och vattenbyggnadsingenjör. Han var far till Nils och Karl Fröman.
Efter avgångsexamen från Teknologiska institutet 1864 var Fröman verksam som ritare och nivellör 1864–1866, arbetschef vid Olandsåns reglering 1867–1870, ingenjör vid järnvägsundersökningar i Värmland 1870–1871, vid trumbyggnader i Stockholm 1871–1872, vid befästningsarbeten i Karlskrona 1873, vid gatu- och trumbyggnader i Stockholm 1873–1875 och som 1:e ingenjör och chef där 1875–1908.
Fröman var ledamot av kommunala arbetslöshetskommittén från 1894. Han författade reseberättelser och utlåtanden samt uppsatser i Nordisk familjebok och Uppfinningarnas bok. Han medverkade även i Stockholm, Sveriges huvudstad (utgiven av Erik Wilhelm Dahlgren, 1897) och Svenska stadsförbundets minnesskrift (1912).